# Ševětínská vrchovina
Ševětínská vrchovina je geomorfologický okrsek v jižní části Písecké pahorkatiny. Je severním pokračováním Lišovského prahu.
Ševětínská vrchovina má plochý erozně denudační reliéf. Ten je silně rozčleněný hluboce zaříznutými až kaňonovitými údolími Vltavy (purkarecký kaňon) a jejích přítoků (Libochovka, Kozlovský potok). Vrchovina má podobu klínovité hrástě oddělující Zlivskou a Borkovickou pánev, na západě i východě ohraničené zlomovými liniemi. Nejvyšším bodem Ševětínské vrchoviny je Velký Kameník s 575 m, dalšími významnými vrcholy jsou Baba (570 m), Hradec (570 m), Kameniště (565 m), Jelení vrch (518 m), Baba (449 m). Převažujícími horninami jsou metamorfované horniny moldanubika, na východě se vyskytují i senonské a neogenní sedimenty (pískovce a jílovce).